# Всеволод Бобров
Всеволод Михајлович Бобров (рус. Всеволод Михаилович Бобров; Моршанск, 1. децембар 1922 — Москва, 1. јул 1979) био је један од најуспешнијих совјетских спортиста свих времена који је у спортској каријери био једнако успешан као хокејаш на леду, фудбалер, те хокејашки и фудбалски тренер. Био је члан репрезентације Совјетског Савеза која је освојила историјску прву златну медаљу на Светском првенству 1954. године. Играо је на позицијама левокрилног нападача у хокеју, и нападача у фудбалу. Заслужни је мајстор спорта Совјетског Савеза од 1948. и заслужни тренер од 1968. године. Од 1997. године члан је Куће славних хокеја на леду Међународне хокејашке федерације.
Проглашен је за трећег најуспешнијег спортисту Русије 20. века, одмах после фудбалера Лава Јашина и рвача Александра Карељина. Једна од дивизија Континенталне хокејашке лиге носи његово име (Дивизија Бобров). Једини је совјетски хокејаш који је одликован Орденом Лењина (1957. године).

## Биографија
Иако рођен у градићу Моршанску у Тамбовској области Бобров је одрастао у Сестрорецку, градићу у предграђу Лењинграда где је завршио основну школу и занат. Године 1938. почиње активно да игра фудбал за локални лењинградски тим Динамо, а током Другог светског рата радио је у фабрици оружја у Омску. По окончању рата добија позив да игра за фудбалску секцију војничког клуба ЦСКА из Москве. Играјући у дресу „армејаца” 4 сезоне освојио је три узастопне титуле првака Совјетског Савеза (1946, 1947. и 1948), и два наслова победника националног купа (1945. и 1948. године). Након тога наступао је за клуб ратног ваздухопловства ВВС две сезоне, а играчку фудбалску каријеру окончао је титулом националног првака у дресу московског Спартака. У осам фудбалских сезона у првенствима Совјетског Савеза постигао је чак 97 голова у 116 одиграних утакмица, а проглашен је за најбољег стрелца националног првенства у сезонама 1945. (24 гола) и 1947. (14 голова). Играо је у дресу фудбалске репрезентације Совјетског Савеза за који је наступио као капитен на фудбалском турниру у оквиру Летњих олимпијских игара 1952. у Хелсинкију. На олимпијском турниру Бобров је одиграо 3 утакмице и постигао 5 голова, укључујући и хет-трик у утакмици Совјета против репрезентације Југославије.
Непосредно након што је почео да игра фудбал Бобров је започео и играчку каријеру у хокеју на леду, спорту којим се професионално бавио као играч пуних десет година, од 1947. до 1957. године. Од тих десет година 7 година је провео у дресу московског ЦСКА (1947−1950. и 1954−1957) са којим је освојио 5 (од укупно 7) титула националног првака. У периоду 1951−1953. наступао је за војни клуб ВВС МВО са којим је освојио преостале две титуле националног првака. У совјетском првенству одиграо је укупно 130 утакмица и постигао невероватна 254 гола. За хокејашку репрезентацију Совјетског Савеза одиграо је 59 утакмица и постигао 89 голова. Са репрезентацијом је освојио две титуле светског првака (СП 1954. и СП 1956) и златну олимпијску медаљу на ЗОИ 1956. у италијанској Кортини д'Ампецо. Освојио је још и два сребра на светским првенствима (1955. и 1957). На олимпијским играма је обављао функцију капитена националне репрезентације и тако постао јединим спортистом у историји модерних Олимпијских игара који је наступа као капитен фудбалске и хокејашке репрезентације на објема олимпијским играма. 
Паралелно са играчком каријером радио је и на позицијама тренера у оба спорта, а као тренер највеће успехе је остварио у хокеју на леду освојивши титулу националног првака са Спартаком 1967, те двве титуле светског првака са репрезентацијом Совјетског Савеза (1973 и 1974). 
Године 1957. додељено му је највише државно одликовање − Орден Лењина, и на тај начин Бобров је постао први и једини хокејаш са овим признањем. 
Преминуо је 1. јула 1979. од компликација услед плућне емболије. Сахрањен је на московском Кунцевском гробљу. 
Њему у част многобројни спортски објекти у Русији носе име Всеволода Боброва, а најзначајнији међу њима је ледена дворана московског ЦСКА. Централна банка Русије објавила је 30. октобра 2009. комеморативну сребрну монету у вредности 2 рубље са портретом Всеволода Боброва, док су Поште Русије 2013. објавиле поштанску маркицу са његовим ликом у знак промоције ЗОИ 2014. у Сочију. Помиње се у руском филму Легенда број 17 из 2013. године у ком лик Всеволода Боброва тумачи глумац Алексадар Јаковљев. Једна од дивизија Континенталне хокејашке лиге носи његово име (Дивизија Бобров).
Занимљиво је да је један од најбољих пријатеља Всеволода Боброва био најмлађи син совјетског председника Јосифа Стаљина Василиј, а њихово пријатељство представљено је у филму Виктора Садовског из 1991. године − „Мој најбољи пријатељ − генерал Василиј, Јосифов син” (рус. «Мой лучший друг — генерал Василий, сын Иосифа»).
Всеволод Бобров се женио два пута. Са првом супругом Татјаном Сањином (2. децембар 1923—28. јануар 2011), солисткињом московске опере није имао деце, док је са другом супругом Јеленом Николајевном (рођена 1937) имао је једног сина Михаила (погинуо у саобраћајној несрећи 27. јула 1997. године).
Игром случаја избегао је смрт 5. јануара 1950. пошто је закаснио на авион који је летео из Москве ка Свердловску, а који се услед снежне олује срушио приликом слетања. Том приликом погинула је готово целокупна прва постава Бобровљевог тадашњег клуба ВВС, а сам Бобров је закаснио на авион због неисправног сата у хотелској соби.
Због великог значаја Всеволода Боброва за совјетски и руски хокеј на леду установљен је почасни Клуб Всеволода Боброва у ком се налазе сви они совјетски и руски играчи са постигнутих више од 250 голова у званичним утакмицама.